# Marcel Băban
Marcel Băban (ur. 16 października 1968 w Jimbolii) – rumuński piłkarz na pozycji pomocnika.
W lidze rumuńskiej rozegrał 93 spotkania i zdobył 32 bramki. W polskiej ekstraklasie rozegrał wystąpił trzy razy, a w czeskiej – cztery.